# Остророг
Остророг (на полски: Ostroróg) е град в окръг Шамотули, Великополско войводство, Полша. Има 1916 жители (2020 г.).

## История
Остророг е споменат като селище за първи път през 1383 г. Получава права на град преди 1412 г. В града има болница от 1472 г. Местоположението на града е потвърдено от полския крал Зигмунт I Стари през 1546 г. Остророг е частен град на Полша, до 1624 г. собственост на семейство Остророг. Ян Остророг, полски ренесансов политически писател и държавник, е роден там през 1436 г. Якуб Остророг също е притежавал имоти тук през XVI век. Между XVI и XVII век е важен център на полските протестанти. След 1624 г. често сменя собствениците си – собственост е на Потоцки, Рей, Гурски, Радзивил, Залески, Малеховски, Сапиеха и Квилецки. След разделянето на Полша е анексиран от Кралство Прусия. За кратко се връща под полско управление в периода 1807 – 1815 г. като част от Варшавското херцогство, след което отново е анексиран от Прусия, първоначално като част от автономното Велико познанско княжество. По време на Великополското въстание градът е превзет от жителите му и в резултат на това се връща в Полша, след като страната си възвръща независимостта през 1918 г.

## Личности

### Родени
- Ян Остророг (1436 – 1501), полски ренесансов политически писател и държавник
- Анджей Венгерски (1600 – 1649), полски калвинистки историк, проповедник и поет
- Мирослава Привер (1941 – ), полска поетеса